# 萊頓鎮區 (北達科他州麥克亨利縣)
萊頓鎮區（英語：Layton Township）是位於美國北達科他州麥克亨利縣的一個鎮區。

## 地方資料
萊頓鎮區的面積為93.36平方千米，當中陸地面積為93.16平方千米，而水域面積為0.20平方千米。根據2020年美國人口普查的數據，當地共有人口33人，而人口密度為每平方千米0.35人。